# Национальный совет демократических сил
Национальный совет демократических сил (НСДС, азерб. Demokratik Qüvvələrin Milli Şurası) — коалиция оппозиционных партий и групп Азербайджана, созданная в 2013 году перед президентскими выборами 2013 года. В состав коалиции входят Народный фронт Азербайджана, Мусават, Форум интеллектуалов, движение Эль и др. Заявленными целями коалиции являются «защита прав человека, достижение обстановки свободных и честных выборов, отражающих мнение народа, в частности, обеспечение свободы собраний, устранение давления на независимые СМИ и гражданское общество». Окончательными целями коалиции являются установление «демократического государства с верховенством закона и интеграция Азербайджана в евроатлантическое пространство».
На выборах 2013 года НСДС выдвинул кандидата Джамиля Гасанли, который занял второе место после Ильхама Алиева. Гасанли стал председателем НСДС. В 2019 году НСДС организовал серию протестов в Баку, требовавших освобождения политзаключённых и честные выборы.